# Rigomagno
Rigomagno è una frazione del comune italiano di Sinalunga, nella provincia di Siena, in Toscana.
Si tratta di un borgo medievale posto a 411 metri s.l.m., all'ingresso della Val di Chiana senese.

## Clima
Dati:https://www.sir.toscana.it/
| Rigomagno          | Gen | Feb | Mar  | Apr  | Mag  | Giu  | Lug  | Ago  | Set  | Ott  | Nov  | Dic |
| ------------------ | --- | --- | ---- | ---- | ---- | ---- | ---- | ---- | ---- | ---- | ---- | --- |
| T. max. media (°C) | 8,9 | 9,7 | 13,0 | 17,1 | 21,8 | 26,2 | 30,1 | 30,5 | 26,4 | 20,6 | 14,3 | 9,5 |
| T. min. media (°C) | 2,6 | 3,4 | 5,5  | 8,3  | 11,8 | 14,9 | 17,5 | 17,5 | 14,3 | 10,4 | 6,8  | 3,5 |

## Storia
Tracce della presenza di un abitato etrusco sono state rinvenute nella campagna attorno all'abitato.
Alcuni sostengono che l'antico Rigomagno non fosse situato dove oggi si trova, bensì in un pendio più a nord, a quota più bassa, ancor più vicino alla gola che immette nella Val di Chiana, vicino ad una vallecola formata da un ruscello tributario del torrente Foenna, sul proseguimento della via Cassia, verso nord rispetto alla Mansio ad Mensulas. Infatti, pare che il nome Rigomagno derivi proprio dall'alterazione del nome del citato torrente Foenna (affluente all'epoca tumultuoso della Chiana), considerato un "Rigum Magnum", ovvero grande torrente, in latino. Lo spostamento sul colle si deve alla progressiva insalubrità del luogo dovuto all'impaludamento della Val di Chiana.
La prima notizia certa sulla presenza di Rigomagno è dell'XI secolo, e riguarda l'insediamento dei Conti della Scialenga nel paese.
Il paese è stato un castello strategico all'epoca della Repubblica di Siena. Il 16 agosto 1281 le campagne attorno al borgo sono state teatro di una battaglia tra le truppe dei Guelfi e quelle dei ribelli Ghibellini che, guidate da Neri di Belmonte, uomo di fiducia del capo indiscusso dei Ghibellini senesi Nicolò Buonsignori, avevano da poco occupato Rigomagno dopo un terrificante assedio.
Dopo questa battaglia, il Senato della Repubblica di Siena ordinò di radere al suolo il paese, che poi fu ricostruito venti anni dopo, ancor più fortificato di prima.

## Monumenti e luoghi d'interesse
Le mura trecentesche cingono una struttura viaria ricostruita secondo i canoni romani, in cui il cardo ed il decumano non sono soltanto le due vie principali del paese, ma rappresentano i corridoi della casa della grande famiglia di Rigomagno, ovvero gli amichevoli ed ospitali abitanti di questo gioiello di pace e storia.
Il castello passò nelle mani della fiorentina famiglia dei Medici nel 1552, che decise di abbattere gran parte delle mura. Da allora il borgo non è mutato considerevolmente, eccezion fatta per l'installazione della torre dell'acqua (cisterna) agli inizi del Novecento.
A parte i resti della fortificazione, mura, porte e torri, gli edifici principali di Rigomagno sono la chiesa di San Marcellino, la cisterna pubblica ottocentesca e l'antico Palazzo Pretorio. La torre del palazzo è stata trasformata in campanile della chiesa di San Marcellino, una chiesa ad una navata di impianto romanico, che conserva al suo interno un affresco rappresentante il Martirio di San Sebastiano.

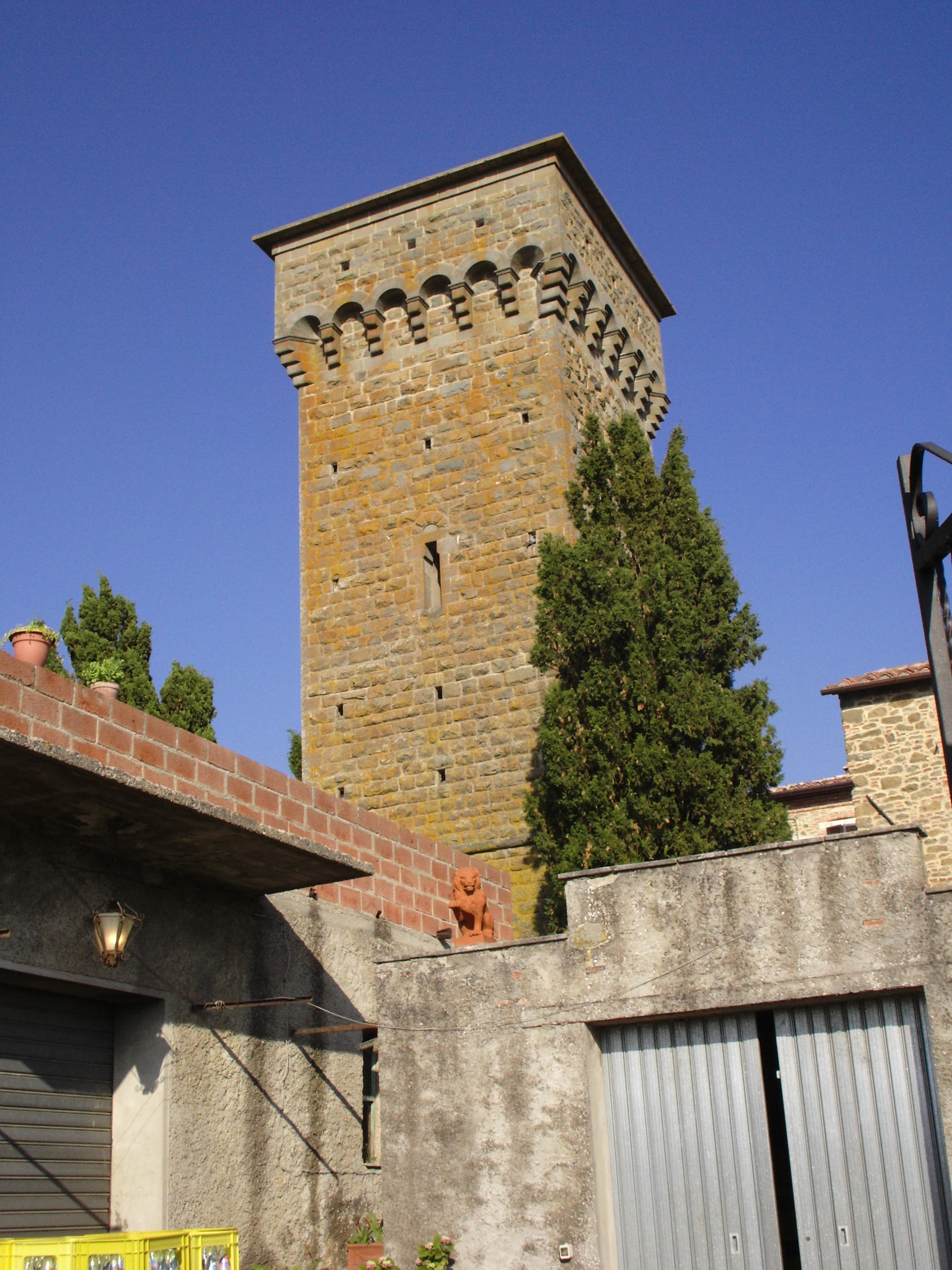
Cisterna ottocentesca
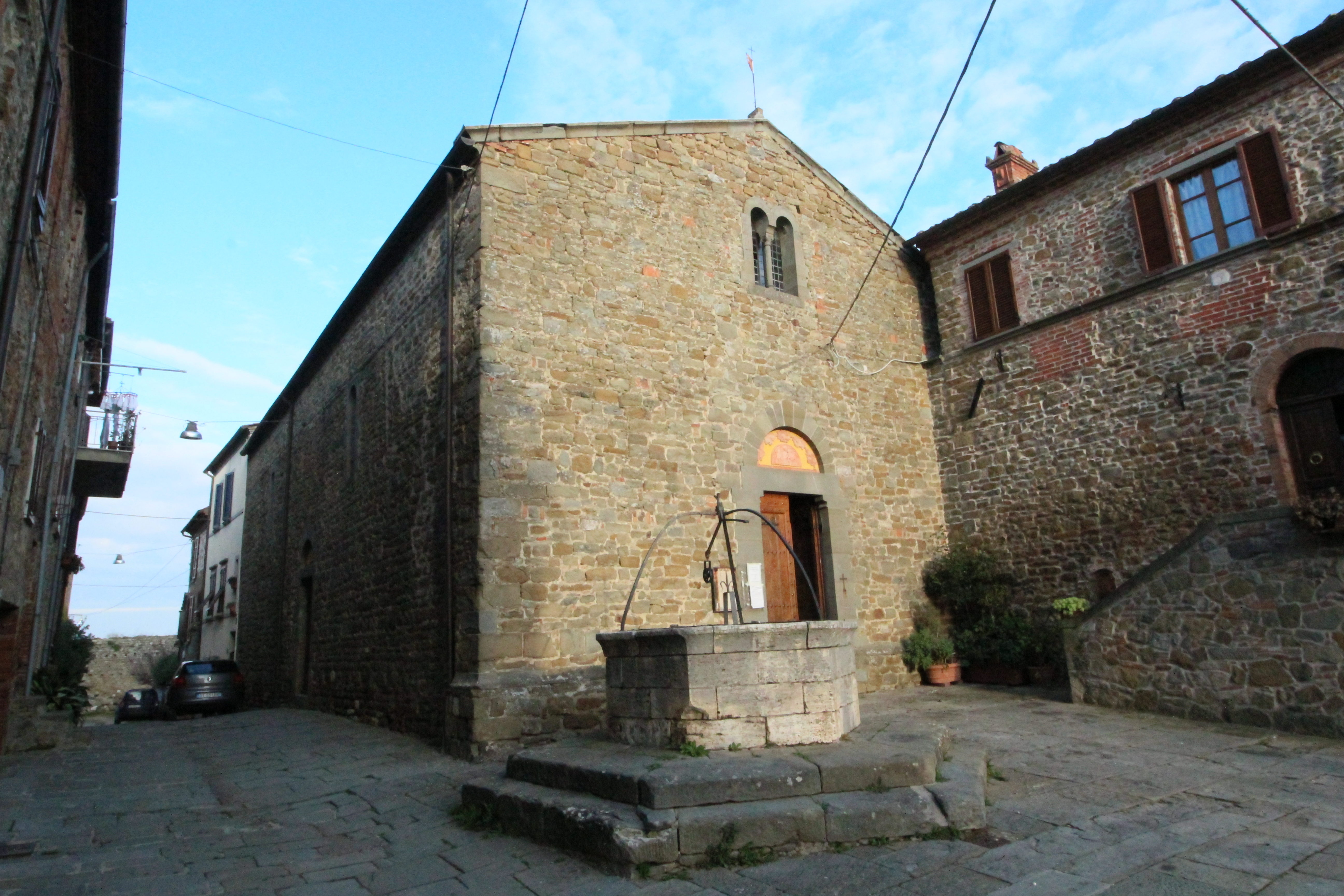
Chiesa di San Marcellino

## Cultura

### Eventi
- Sagra del Ciambellino
- Festa dello Stinco
- Festa per l'olio nuovo
- RockBurger